# Today (album)
Today – ostatni album studyjny Elvisa Presleya, wydany 7 maja 1975 roku przez RCA Records. Został nagrany podczas sesji nagraniowej Presleya w RCA Studio C w Hollywood, w dniach 10-12 marca 1975 roku. 2 następne albumy tj. Elvis Presley Blvd, Memphis, TN (1976) i Moody Blue (1977)  Elvis nagrał już w the Jungle Room w Graceland.

## Lista utworów
| 1.  | „T-R-O-U-B-L-E”             | 3:03  |
|     |                             |       |
| 2.  | „And I Love You So”         | 3:41  |
|     |                             |       |
| 3.  | „Susan When She Tried”      | 2:20  |
|     |                             |       |
| 4.  | „Woman Without Love”        | 3:37  |
|     |                             |       |
| 5.  | „Shake A Hand”              | 3:52  |
|     |                             |       |
| 6.  | „Pieces Of My Life”         | 4:07  |
|     |                             |       |
| 7.  | „Fairytale”                 | 2:47  |
|     |                             |       |
| 8.  | „I Can Help”                | 4:08  |
|     |                             |       |
| 9.  | „Bringing It Back”          | 3:04  |
|     |                             |       |
| 10. | „Green Green Grass Of Home” | 3:39  |
|     |                             |       |
|     |                             | 34:18 |
|     |                             |       |